# Summit (Illinois)
Summit és una població dels Estats Units a l'estat d'Illinois. Segons el cens del 2000 tenia 10.637 habitants.

## Demografia
Segons el cens del 2000, Summit tenia 10.637 habitants, 3.356 habitatges, i 2.416 famílies. La densitat de població era de 1.937,2 habitants/km².
Dels 3.356 habitatges en un 38,2% hi vivien nens de menys de 18 anys, en un 48,7% hi vivien parelles casades, en un 15,8% dones solteres, i en un 28% no eren unitats familiars. En el 23% dels habitatges hi vivien persones soles el 9,7% de les quals corresponia a persones de 65 anys o més que vivien soles. El nombre mitjà de persones vivint en cada habitatge era de 3,16 i el nombre mitjà de persones que vivien en cada família era de 3,77.
Per edats la població es repartia de la següent manera: un 29,2% tenia menys de 18 anys, un 12,1% entre 18 i 24, un 30,6% entre 25 i 44, un 17,7% de 45 a 60 i un 10,4% 65 anys o més.
L'edat mediana era de 30 anys. Per cada 100 dones de 18 o més anys hi havia 105,7 homes.
La renda mediana per habitatge era de 38.132 $ i la renda mediana per família de 44.063 $. Els homes tenien una renda mediana de 32.287 $ mentre que les dones 21.628 $. La renda per capita de la població era de 14.611 $. Aproximadament el 12,6% de les famílies i el 16,2% de la població estaven per davall del llindar de pobresa.

## Poblacions properes
El següent diagrama mostra les poblacions més properes.